# Robin Cook (schrijver)

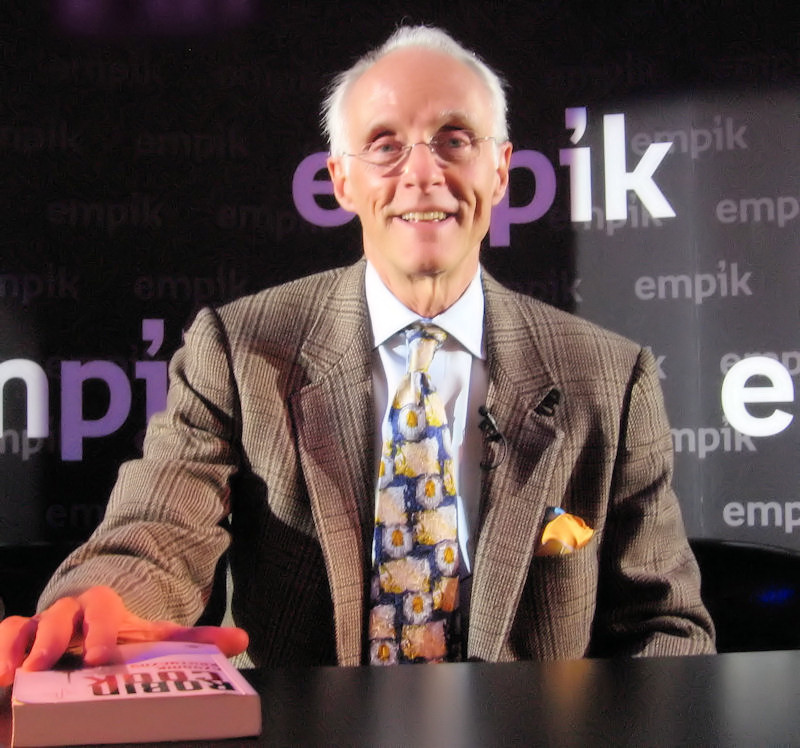
Robin Cook in 2008

Robert Brian (Robin) Cook (New York, 4 mei 1940) is een Amerikaans schrijver van medische thrillers.
Hij studeerde aan de medische faculteit van Columbia-universiteit en aan Harvard en woont afwisselend in Boston en Florida.
Een van zijn bekendste boeken is 'Coma', dat verfilmd werd met een nog jonge Michael Douglas in de hoofdrol.